# Croesyceiliog
Croesyceiliog är en community i Storbritannien.   Den ligger i kommunen Torfaen och riksdelen Wales, i den södra delen av landet, 200 km väster om huvudstaden London. 
Croesyceiliog ligger i den nordöstra delen av staden Cwmbran.